# Uthukkottai
Uthukkottai (o Uttukkottai, Uttukotai, Uttukottai, Utthukotai) è una suddivisione dell'India, classificata come town panchayat, di 10.639 abitanti, situata nel distretto di Tiruvallur, nello stato federato del Tamil Nadu. In base al numero di abitanti la città rientra nella classe IV (da 10.000 a 19.999 persone).

## Geografia fisica
La città è situata a 13° 19' 60 N e 79° 54' 0 E e ha un'altitudine di 54 m s.l.m..

## Società

### Evoluzione demografica
Al censimento del 2001 la popolazione di Uthukkottai assommava a 10.639 persone, delle quali 5.287 maschi e 5.352 femmine. I bambini di età inferiore o uguale ai sei anni assommavano a 1.248, dei quali 639 maschi e 609 femmine. Infine, coloro che erano in grado di saper almeno leggere e scrivere erano 7.219, dei quali 4.040 maschi e 3.179 femmine.